# Kap Lopatka

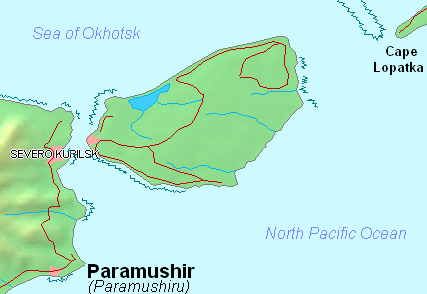
Kap Lopatka (oben rechts) mit den Inseln Schumschu (Mitte) und Paramuschir (Sewero-Kurilsk), getrennt durch die Erste und Zweite Kurilenstraße zwischen dem Ochotskischen Meer und dem Nordpazifik

Kap Lopatka (russisch: мыс Лопатка, wörtlich „Schulterblatt“) ist der südlichste Punkt der Halbinsel Kamtschatka im Osten Russlands. Die ländliche Siedlung Semenowka ist seine südlichste Siedlung. Kap Lopatka liegt am äußersten Ende der Halbinsel Lopatka, 11 km nördlich der Insel Schumschu, der nördlichsten Insel des Kurilen-Archipels, von der es durch die (Erste) Kurilenstraße getrennt ist.
Kosaken setzten 1711 ihren Fuß auf die Halbinsel Lopatka. Archäologen fanden jedoch frühere Spuren von Siedlungen, die den Itelmenen und möglicherweise auch den Ainu zugeschrieben werden. Die Umgebung von Kap Lopatka wird auch heute noch von Angehörigen des Volkes der Ainu bewohnt.
1737 wurde Kap Lopatka von einer riesigen Tsunamiwelle überflutet, die die Halbinsel verwüstete.
Der Maschkowzew, der südlichste Vulkan der Halbinsel Kamtschatka, liegt nahe dem Kap Lopatka.
Die kalte Oyashio-Strömung an der Westseite des Aleutentiefs bewirkt am Kap Lopatka ein kühles und sehr feuchtes boreales Klima. Im Gegensatz zu typischem Borealklima sind hier die Winter nur mäßig streng und es gibt keinen Permafrost, da die mittlere Jahrestemperatur bei etwa 2,0 °C liegt, wobei nie Temperaturen unter −21,0 °C gemessen wurden. In den feuchtesten Monaten September und Oktober ist die Wahrscheinlichkeit von Sonnenschein am höchsten, wenn der starke Regen den tief liegenden Nebel auflöst.